# Antônio Correa Barbosa
Antônio Correa Barbosa foi um Capitão português. Por ordem da Capitania de São Paulo, fundou em 1º de Agosto de 1767 a povoação que se transformaria na cidade de Piracicaba.
Na cidade, existe uma casa onde ele supostamente teria morado, conhecida como "Casa do Povoador". No entanto, essa casa é de construção posterior e na margem oposta da Povoação que fundou.